# Hypoponera spei
Hypoponera spei är en myrart som först beskrevs av Auguste-Henri Forel 1910.  Hypoponera spei ingår i släktet Hypoponera och familjen myror.

## Underarter
Arten delas in i följande underarter:
- H. s. devota
- H. s. fidelis
- H. s. spei